# Fechteuropameisterschaften 1983
Die Europameisterschaften im Fechten 1983 fanden in Lissabon statt. Es wurden vier Wettbewerbe im Einzel ausgetragen, Mannschaftswettbewerbe gab es keine. Erfolgreichste Nation war Italien mit insgesamt fünf Medaillen, darunter zwei goldenen.

## Herren

### Degen (Einzel)
| Platz | Sportler          | Land |
| ----- | ----------------- | ---- |
| 1     | Alexander Pusch   | FRG  |
| 2     | Angelo Mazzoni    | ITA  |
| 3     | Leszek Swornowski | POL  |

### Florett (Einzel)
| Platz | Sportler       | Land |
| ----- | -------------- | ---- |
| 1     | Andrea Borella | ITA  |
| 2     | Klaus Reichert | FRG  |
| 3     | Angelo Scuri   | ITA  |

### Säbel (Einzel)
| Platz | Sportler        | Land |
| ----- | --------------- | ---- |
| 1     | Giovanni Scalzo | ITA  |
| 2     | Marin Iwanow    | BUL  |
| 3     | Iwan Tschomakow | BUL  |

## Damen

### Florett (Einzel)
| Platz | Sportler          | Land |
| ----- | ----------------- | ---- |
| 1     | Cornelia Hanisch  | FRG  |
| 2     | Carola Cicconetti | ITA  |
| 3     | Linda Ann Martin  | GBR  |

## Medaillenspiegel
| Platz  | Land                   | Gold | Silber | Bronze | Gesamt |
| ------ | ---------------------- | ---- | ------ | ------ | ------ |
| 1      | Italien                | 2    | 2      | 1      | 5      |
| 2      | BR Deutschland         | 2    | 1      | 0      | 3      |
| 3      | Bulgarien              | 0    | 1      | 1      | 2      |
| 4      | Polen                  | 0    | 0      | 1      | 1      |
| 4      | Vereinigtes Königreich | 0    | 0      | 1      | 1      |
| Gesamt | Gesamt                 | 4    | 4      | 4      | 12     |